# مايكل كولين
مايكل كولين (بالإنجليزية: Michael Cullen) هو اقتصادي وسياسي نيوزلندي، ولد في 5 فبراير 1945 في لندن في المملكة المتحدة. حزبياً، نشط في حزب العمال النيوزيلندي.

## مناصب
- انتخب عضو مجلس النواب النيوزيلندي عن دائرة دندين الجنوبية [الإنجليزية]‏ (1996 – 1999).
- انتخب نائب رئيس وزراء نيوزيلندا [الإنجليزية]‏ (15 أغسطس 2002 – 19 نوفمبر 2008).
- انتخب وزير المالية [الإنجليزية]‏ (5 ديسمبر 1999 – 19 نوفمبر 2008).
- انتخب عضو مجلس النواب النيوزيلندي عن دائرة سانت كليدا [الإنجليزية]‏ (1981 – 1996).